# Erasmo Pascual
Erasmo Pascual Colmenero (Ribadavia, 6 de mayo de 1903 - Madrid, 7 de junio de 1975) fue un actor teatral y cinematográfico español. 

## Biografía
Sus padres, el matrimonio formado por Dña.Iluminación y D.Erasmo vivían en el n.º 31 de la calle Progreso de Ribadavia, Orense, entonces con una única altura, y fue en dicho domicilio donde el 4 de mayo de 1903 nació su hijo Erasmo Pascual Colmenero, quien con el paso de los años sería un magnífico actor secundario. Su infancia transcurrió en Ribadavia asistiendo al colegio local, y fue en su etapa adolescente cuando se trasladó con su familia a Madrid, allí se inició en el teatro adquiriendo pronto notoriedad. Con sólo 20 años era un tertuliano del café "El Gato Negro".
Tras instalarse en Madrid, comienza a trabajar sobre los escenarios como figurante desde principios de los años veinte. Actor secundario de cine, muy prolífico, sus personajes -siempre secundarios- estuvieron fuertemente condicionados por su físico menudo, sus gafas y su extrema delgadez, sus frases vociferando y su reconocida vis cómica. Llegó a interpretar más de 150 películas.
El actor viudo y con una hija, posteriormente mantuvo una relación de casi 40 años (entre 1936 y 1975) con la popular actriz Rafaela Aparicio, recién divorciada de una unión infeliz, con la que tuvo un hijo, Erasmo.
Erasmo Pascual falleció a los 72 años en Madrid el día 7 de junio del año 1975, su compañera sentimental Rafaela Aparicio sobrevivió a su pareja 21 años, falleciendo en junio de 1996, desde entonces reposan juntos en el nicho n.º 102 del Patio de las Ánimas, un espacio privilegiado dedicado a los artistas, en la sacramental de San Justo en Madrid.

## Filmografía (selección)
| - Patricio miró a una estrella (1935) - La reina mora (1936). - Oro vil (1941). - Los misterios de Tánger (1942). - Al fin solos dir. José María Elorrieta (1955) - Todos somos necesarios (1956). - Un tesoro en el cielo (1957). - El último cuplé (1957). - Las muchachas de azul (1957). - ¡Viva lo imposible! (1958). - Aquellos tiempos del cuplé (1958). - ¿Dónde vas, Alfonso XII? (1958). - Las chicas de la Cruz Roja (1958). - La vida alrededor (1959). - Bombas para la paz (1959). - El Litri y su sombra (1960). - El hombre que perdió el tren (1960). - La quiniela (1960). - Trío de damas (1960). - Maribel y la extraña familia (1960). - Teresa de Jesús (1961). - Los dos golfillos (1961). - La gran familia (1962). - Vuelve San Valentín (1962). - La viudita naviera (1962). - Los que no fuimos a la guerra (1962). - ¿Chico o chica? (1962). - El verdugo (1963). - La pandilla de los once (1963). | - La chica del gato (1964). - Tú y yo somos tres (1964). - Flor salvaje (1965). - Historias de la televisión (1965). - La familia y uno más dir. Fernando Palacios, (1965) - Los chicos del preu (1967). - El turismo es un gran invento (1967). - Los subdesarrollados (1968). - Cuidado con las señoras (1968). - Amor a todo gas (1969). - Las secretarias (1969). - La vida sigue igual (1969). - Juicio de faldas (1969). - ¡Se armó el belén! (1970). - El hombre que se quiso matar (1970). - Si Fulano fuese Mengano (1971). - El sobre verde (1971). - Hay que educar a papá (1971). - Las Ibéricas F.C. (1971). - Black story (La historia negra de Peter P. Peter) (1971). - Ligue Story (1972). - Yo la vi primero (1974). - Jenaro, el de los 14 (1974). - Está que lo es... (1974). - Virilidad a la española (1975). - Furtivos (1975). - La Carmen (1976). - Celedonio y yo somos así (1977). |

## Televisión
- Cuentos y leyendas
  - La rubia y el canario (1976)
  - Miau (1972)
  - La Ronca (1972)
- Este señor de negro 
  - Los oportunos trámites (1975)
- Silencio, estrenamos (1974)
- El pícaro (1974). 
  - Engaño que Lucas hizo a un mercader y el engaño que resultó de este engaño.
- Los libros
  - Cuentos de la Alhambra (25 de marzo de 1974)
- Hora once 
  - Don Lesmes (1973)
  - Blasones y talegas (1971)
  - La casa del juez (1970)
  - Epílogo (1970)
- Crónicas de un pueblo 
  - Antes del tercer diluvio (1973)
- Stop
  - Don Ramón y el autostop (1972)
- Estudio 1 
  - Peribáñez y el comendador de Ocaña (1970)
  - ¡Sublime decisión! (1968)
  - Los verdes campos del Edén (1967)
- Teatro de siempre
  - Volpone, el astuto (1967)
- La familia Colón
- Tiempo y hora
  - Días de haber (1967)
  - Por Culpa De Nadie (1966)
- Habitación 508
  - El caballo (1966)
  - Presentación (1966)
- Novela 
  - Jenner (1966)
  - El sistema Pelegrín (1966)
  - Lilí (1966)
  - Las aventuras de Juan Lucas (1966)
  - Las almas muertas (1965)
- Diego de Acevedo 
  - Bolívar en Madrid (1966)
- Tú tranquilo 
  - Un pobre señor (1965)
- Teatro para todos 
  - La muerte le sienta bien a Villalobos (1965)
- Tras la puerta cerrada ) 
  - El Hombre y La Bestia (1965)
- Tal para cual 
  - Deuda Entre Amigos (1965)
- Mañana puede ser verdad
  - N.N. 23 (1965)
- Confidencias 
  - A la una y media (1964)
  - El costurero (1964)
  - Mademoiselle Olinda (1963)
- Fernández, punto y coma (1964)

## Teatro (parcial)
- Salero de España (1954), de Quintero, León y Quiroga. Junto a Conchita Piquer.
- La ratonera (1954), de Agatha Christie;[1]
- ¡Sublime decisión! (1955), de Miguel Mihura.
- El teatrito de don Ramón (1959), de José Martín Recuerda.
- El chalet de madame Renard (1961), de Miguel Mihura.
- Los caciques (1962), de Carlos Arniches.
- Al final de la cuerda (1962), de Alfonso Paso.
- Juegos de invierno (1964), de Jaime Salom.
- Pecados conyugales (1966), de Juan José Alonso Millán.
- La casa de las chivas (1969), de Jaime Salom.[2]
- Tal como son (1974)